# Wampirzyca Karin
Wampirzyca Karin (jap. かりん Karin) – manga napisana i zilustrowana przez Yunę Kagesaki. Manga miała swoją premierę w październikowym numerze magazynu Monthly Shonen Dragon Age w 2003 roku, w którym publikowana była do lutego 2008 roku. Poszczególne rozdziały zostały opublikowane przez wydawnictwo Kadokawa Shoten w czternastu tomach tankōbon. W Polsce manga została wydana przez wydawnictwo Waneko w siedmiu tomach.
W 2003 roku Tōru Kai zaczął pisać serię light novel opartych na mandze z ilustracjami Yuny Kagesaki. Seria została wydana w Japonii przez wydawnictwo Fujimi Shobō i składała się z dziewięciu tomów. W 2005 roku powstała adaptacja anime wyprodukowana przez studio J.C.Staff w reżyserii Shin'ichirō Kimura. Serial emitowany był w Japonii przez stację Wowow od 3 listopada 2005 do 11 maja 2006 roku i składał się z 24 odcinków.

## Fabuła
Karin Maaka jest środkowym dzieckiem w pięcioosobowej rodzinie wampirów, która mieszka w Japonii. Jest czarną owcą w rodzinie – w przeciwieństwie do typowego wampira, nie pije krwi, lecz musi się jej co jakiś czas pozbywać, wstrzykując ją ludziom. Poza tym nie wykazuje żadnych wampirzych cech i żyje jak każdy inny człowiek w jej wieku. Jednakże jej codzienność zostaje zaburzona, gdy do jej liceum przenosi się nowy uczeń – Kenta Usui – gdy tylko Karin znajduje się w jego pobliżu, zaczyna w niej burzyć się krew.

## Bohaterowie

### Główni
- Karin Maaka (jap. 真紅 果林 Maaka Karin) – pełnokrwisty wampir, który jest mutacją. Może chodzić za dnia, je to samo co ludzie i nie pije krwi, lecz ją produkuje.

- Kenta Usui (jap. 雨水 健太 Usui Kenta) – pierwszy człowiek, który poznał sekret Karin. Dzięki wstawiennictwu Anju i własnej postawie zostaje pomocnikiem Karin i opiekuje się nią za dnia, gdy nie może robić tego jej rodzina.

### Pozostali
- Anju Maaka (jap. 真紅 杏樹 Maaka Anju) – młodsza siostra Karin, zwykły wampir, utalentowana w wampirzej sztuce i początkowo, ponieważ jeszcze niedorosła, chodzi w pochmurne dni do szkoły. Anju ma kolekcję lalek, zwykle nosi ze sobą Bugiego, lalkę nawiedzaną przez duszę mordercy.
- Ren Maaka (jap. 真紅 煉 Maaka Ren) –  najstarsze dziecko rodziny Maaka. Wierzy, że wampiry są rasą lepszą niż ludzka.
- Henry Marker (jap. ヘンリー・マーカー Henrī Mākā) – ojciec Karin, Anju i Rena.
- Karela Marker (jap. カレラ・マーカー Karera Mākā) – matka  Karin, Anju i Rena, głowa rodziny.
- Elda Marker (jap. エルダ・マーカー Eruda Mākā) –  matka Henry’ego, śpi w trumnie w piwnicy domu Maaka razem ze swoim mężem Jamesem. Niesamowicie podobna do Karin.
- Fumio Usui (jap. 雨水 文緒 Usui Fumio) – matka Kenty, która ma problem z utrzymaniem się w jakiejkolwiek pracy ponieważ nieświadomie działa pobudzająco na mężczyzn.
- Maki Tokitou (jap. 時任 麻希 Tokitō Maki) – przyjaciółka Karin od czasów podstawówki.
- Shusei Iizuka (jap. 飯塚 修成 Iizuka Shusei) – ojciec Kenty.
- Yuriya Tachibana (jap. 橘 友里耶 Tachibana Yuriya) – wampir pół-krwi. Przeprowadza się do miasta w którym mieszka Karin by w imieniu swego wuja Glarka znaleźć niezwykłego wampira.
- Bridget Brownlick (jap. ブリジット・ブラウンリック Burijitto Buraunrikku) – potężna wampirzyca z ambicjami ze starego rodu.
- Glark (jap. グラーク Gurāku) – wuj Yuriyi.
- Victor Sinclair (jap. ヴィクター・シンクレア Vikutā Shinkurea) – dziadek Winnera, który nienawidzi wampirów. Postać występuje wyłącznie w anime.
- Winner Sinclair (jap. ウィナー・シンクレア Winā Shinkurea) – jego przodkiem był Alfred Sinclair; jest łowcą wampirów. Występuje jedynie w anime.
- Alfred Sinclair (jap. アルフレッド・シンクレア Arufureddo Shinkurea) – przodek Winnera i Victora Sinclair. Zakochał się w wampirzycy, Eldzie Marker. Był poetą i pisarzem.

## Manga
Manga autorstwa Yuny Kagesaki została opublikowana po raz pierwszy w październikowym numerze magazynu Monthly Shonen Dragon Age w 2003 roku, w którym publikowana była do lutego 2008 roku. Została wydana w czternastu tomach tankōbon przez wydawnictwo Kadokawa Shoten między 1 października 2003 i 1 kwietnia 2008 roku w Japonii. Mangowa historia poboczna, również autorstwa Kagesaki, zatytułowana Karin Side Story: The Vampire of the Western Forest (jap. かりん外伝西の森のヴァンパイア Karin Gaiden: Nishi no Mori no Vanpaiya) została dołączona do czerwcowego wydania magazynu Monthly Dragon Age z 2008 roku.
W Polsce manga ta została wydana w tomach dwa-w-jednym przez wydawnictwo Waneko pod tytułem Wampirzyca Karin.
| Nr | Język japoński       | Język japoński         | Język polski    | Język polski           |
| Nr | Data wydania         | ISBN                   | Data wydania    | ISBN                   |
| --- | -------------------- | ---------------------- | --------------- | ---------------------- |
| 1 | 25 września 2003     | ISBN 4-04-712343-9     | 1 marca 2009    | ISBN 978-83-61023-42-5 |
| Lista rozdziałów - Wstyd 1: Poznajemy Karin i pewnego tajemniczego młodzieńca ~First Impression~ - Wstyd 2: Niebezpieczny wieczór z rodzinką Karin ~A Hard Nut to Crack~ - Wstyd 3: Prawdziwa twarz Karin i jej zerwana maska ~Fall Off~ - Wstyd 4: Problem Karin i rozterki Kenty ~Confinement~ - Wstyd 5: Gusta Karin i czarownica ~Taste~ |                      |                        |                 |                        |
| 2 | 26 lutego 2004       | ISBN 4-04-712351-X     | 1 marca 2009    | ISBN 978-83-61023-42-5 |
| Lista rozdziałów - Wstyd 6: Wątpliwości Kenty i słowa dziewczynki ~Doubt~ - Wstyd 7: Zamiar Anju i prawda o Karin ~Plot~ - Wstyd 8: Łzy Karin i postawa Kenty ~Pride~ - Wstyd 9: Wątpliwości Karin i propozycja Anju ~Propose~ - Wstyd 10: Sytuacja Kenty i decyzja rodziców ~Judgment~ |                      |                        |                 |                        |
| 3 | 29 czerwca 2004      | ISBN 4-04-712362-5     | grudzień 2009   | ISBN 978-83-61023-50-0 |
| Lista rozdziałów - Wstyd 11: Postępy Karin i uśmiech Rena ~Smile~ - Wstyd 12: Rozterka Karin i subtelna para ~Thought~ - Wstyd 13: Decyzja Fumio i postanowienie Harumi ~Resolution~ - Dodatek: Szkoła Anju i powrót Bugiego ~Anju Special~ - Wstyd 14: Sekret rodzinny i „odmieniec” Karin ~Secret~ |                      |                        |                 |                        |
| 4 | 28 października 2004 | ISBN 4-04-712376-5     | grudzień 2009   | ISBN 978-83-61023-50-0 |
| Lista rozdziałów - Wstyd 15: Karin wytrzymuje, a Kenta robi postanowienie ~Patience~ - Wstyd 16: Karin żałuje, Kenta jest przygnębiony ~Uneasy~ - Wstyd 17: Uczucia Karin i wzburzenie Rena ~Indignation~ - Wstyd 18: Pierwsza miłość Karin i niedźwiedzia przysługa Maki ~First Love~ - Dodatek 2: Egzamin końcowy Rena i porzucona Hinata ~Ren Special~                                                                                             |                      |                        |                 |                        |
| 5 | 25 lutego 2005       | ISBN 4-04-712390-0     | 1 września 2010 | ISBN 978-83-61023-51-7 |
| Lista rozdziałów - Wstyd 19: Zakłopotana rodzinka i złośliwa babcia ~Confusion~ - Wstyd 20: Przeziębienie Usuiego i intryga babci ~Intrigue~ - Wstyd 21: Pocałunek krwi i sen wampira ~Thanatos~ - Wstyd 22: Zjazd wampirów i Gwiazdka Karin ~Holy Night~ - Dodatek 3: Kłamstwo Jamesa i duma Kareli ~Henry & Calera Special~ |                      |                        |                 |                        |
| 6 | 29 czerwca 2005      | ISBN 4-04-712409-5     | 1 września 2010 | ISBN 978-83-61023-51-7 |
| Lista rozdziałów - Wstyd 23: Dziwna Para i niepokój Kenty ~Anxiety~ - Wstyd 24: Usui jest spięty, a Fumio się niepokoi ~Embarrassment~ - Wstyd 25: Dylemat Kenty i ucieczka Karin ~Run Away From Home~ - Wstyd 26: Wyznanie Fumio i odmowa Kenty ~Refusal~ |                      |                        |                 |                        |
| 7 | 5 października 2005  | ISBN 4-04-712424-9     | 1 grudnia 2010  | ISBN 978-83-61023-52-4 |
| Lista rozdziałów - Wstyd 27: Przygnębienie Usuiego i wyznanie Karin ~Coming Out~ - Wstyd 28: Pogoń Karin i pierwszy... ~Chase~ - Wstyd 29: Iluzja Karin i powrót Kenty ~Bonds~ - Wstyd 30: Sprawy się normują i co dalej...? ~Conclusion~ |                      |                        |                 |                        |
| 8 | 28 marca 2006        | ISBN 4-04-712426-5     | 1 grudnia 2010  | ISBN 978-83-61023-52-4 |
| Lista rozdziałów - Wstyd 31: Niepokój Maki i wyznania intymne Karin ~Worry~ - Wstyd 32: To, czego nie wie Usui, i pojawienie się nowej postaci ~New Face~ - Wstyd 33: Cierpienia miłosne Karin i tajemnica Yurii ~Lovesickness~ - Wstyd 34: Wtrącenia się Maki i obawy Usuiego ~Reserve~ - Wstyd 35: Karin, która jest w Kencie i pierwsza randka ~First Date~ - Dodatek 4: Maki, która nie wie, i Karin, która nie potrafi powiedzieć ~Maki Special~ |                      |                        |                 |                        |
| 9 | 29 sierpnia 2006     | ISBN 4-04-712460-5     | 1 maja 2011     | ISBN 978-83-61023-53-1 |
| Lista rozdziałów - Wstyd 36: Zakłopotanie Karin i wyznanie Kenty ~Confession~ - Wstyd 37: Dwoje początkujących i odkrycia Yurii ~Beginners~ - Wstyd 38: Tajemnica Yurii i plan rodziny Maaka ~Scheme~ - Wstyd 39: Niewola Yurii i kim jest wujek ~Identity~ |                      |                        |                 |                        |
| 10 | 26 grudnia 2006      | ISBN 4-04-712474-5     | 1 maja 2011     | ISBN 978-83-61023-53-1 |
| Lista rozdziałów - Wstyd 40: Urodziny Usuiego i prezent od Karin ~Present~ - Wstyd 41: Podejrzenia babci i wstydliwość Kenty ~Shame~ - Wstyd 42: Sekret Karin się wydaje, a babcia ma pomysł ~Disclosure~ - Dodatek 5: Nieznana ziemia i smutek Eldy ~Elda Special~ - Dodatek: Tajemnica się wydała ~Snug~ |                      |                        |                 |                        |
| 11 | 28 marca 2007        | ISBN 978-4-04-712486-8 | 8 grudnia 2011  | ISBN 978-83-61023-53-1 |
| Lista rozdziałów - Wstyd 43: Nowy semestr i melancholia Anju ~Melancholy~ - Wstyd 44: Wahania Anju i przeszłość Yurii ~The Past~ - Wstyd 45: Nacisk Bugi i decyzja Anju ~Supporter~ - Wstyd 46: Smutek Koibuchiego i przygnębienie Anju ~Solitary~ |                      |                        |                 |                        |
| 12 | 7 sierpnia 2007      | ISBN 978-4-04-712505-6 | 8 grudnia 2011  | ISBN 978-83-61023-53-1 |
| Lista rozdziałów - Wstyd 47: Osamotniona Maaka i zamknięte serce ~Helpless~ - Wstyd 48: Dylemat Karin i szczęście Usuiego ~Happiness~ - Wstyd 49: Różne decyzje i raport Kareli ~A Report~ - Wstyd 50: Pierwszy raz Karin i Kenty ~Initial Experience~ |                      |                        |                 |                        |
| 13 | 6 grudnia 2007       | ISBN 978-4-04-712519-3 | 29 marca 2012   | ISBN 978-83-61023-55-5 |
| 14 | 7 kwietnia 2008      | ISBN 978-4-04-712539-1 | 29 marca 2012   | ISBN 978-83-61023-55-5 |

## Light novel
Na podstawie mangi powstała seria light novel zatytułowana Karin Zōketsuki (jap. かりん増血記) napisana przez Tōru Kai i zilustrowana przez Kagesaki. Została wydana w dziewięciu tomach przez wydawnictwo Fujimi Shobō między 10 grudnia 2003 a 10 maja 2007 roku.
Powieść jest ściśle związana z mangą, z każdego tomu powieści zaprojektowany do odczytu po jego odpowiedniej wielkości mangi. Na przykład pierwszy tom powieści ma miejsce pomiędzy wydarzeniami z pierwszego i drugiego tomu mangi, a czwarty tom mangi wspomina postacie i wydarzenia z pierwszego tomu powieści.
W Polsce manga ta została wydana w tomach dwa-w-jednym przez wydawnictwo Waneko pod tytułem Wampirzyca Karin.

## Anime
W 2005 roku powstała adaptacja anime wyprodukowana przez studio J.C.Staff w reżyserii Shin'ichirō Kimura. Serial emitowany był w Japonii przez stację Wowow od 3 listopada 2005 do 11 maja 2006 roku i składał się z 24 odcinków.
| N/o | Tytuł odcinka                                                 | Premiera          |
| --- | ------------------------------------------------------------- | ----------------- |
| 01  | Afurechatte hazukashī (あふれちゃって 恥ずかしい)             | 3 listopada 2005  |
| 02  | Atashi no konomi ha hazukashī (あたしの好みは 恥ずかしい)     | 10 listopada 2005 |
| 03  | Shiawasette hazukashī (幸せって 恥ずかしい)                   | 17 listopada 2005 |
| 04  | Barechatte hazukashī (バレちゃって 恥ずかしい)                | 24 listopada 2005 |
| 05  | Kazoku sorotte hazukashī (家族そろって 恥ずかしい)            | 1 grudnia 2005    |
| 06  | Okasan genki de hazukashī (母さん元気で 恥ずかしい)           | 8 grudnia 2005    |
| 07  | Okkakerarete hazukashī (追っかけられて 恥ずかしい)            | 15 grudnia 2005   |
| 08  | Mitsukachatte hazukashī (みつかっちゃって 恥ずかしい)         | 22 grudnia 2005   |
| 09  | Furikaeru... hazukashī (ふりかえると… 恥ずかしい)             | 5 stycznia 2006   |
| 10  | Papa wa tottemo hazukashī (パパはとっても 恥ずかしい)         | 12 stycznia 2006  |
| 11  | Natsu da! Pūru da! Hazukashī! (夏だ！プールだ！ 恥ずかしい！) | 26 stycznia 2006  |
| 12  | Yappari aniki wa hazukashī (やっぱり兄キは 恥ずかしい)        | 2 lutego 2006     |
| 13  | Mezame chatte hazukashī (めざめちゃって 恥ずかしい)           | 16 lutego 2006    |
| 14  | Futari de asa made hazukashī (ふたりで朝まで 恥ずかしい)      | 23 lutego 2006    |
| 15  | Eruda tōjō! De hazukashī (エルダ登場！で 恥ずかしい)          | 2 marca 2006      |
| 16  | Eruda no koi bana wa hazukashī (エルダの恋バナは 恥ずかしい)  | 9 marca 2006      |
| 17  | Saraba Eruda de hazukashī (さらばエルダで 恥ずかしい)         | 16 marca 2006     |
| 18  | Aniki no himitsu wa hazukashī (兄キのヒミツは 恥ずかしい)     | 23 marca 2006     |
| 19  | Futari no Ibu wa hazukashī (ふたりのイブは 恥ずかしい)        | 30 marca 2006     |
| 20  | Hajimete no... hazukashī (はじめての・・・ 恥ずかしい)        | 6 kwietnia 2006   |
| 21  | Dōsureba ī no ka hazukashī (どうすればいいのか 恥ずかしい)    | 13 kwietnia 2006  |
| 22  | Mayoigo mitai ni hazukashī (迷い子みたいに恥ずかしい)         | 20 kwietnia 2006  |
| 23  | Sayonara wa hazukashī (サヨナラは 恥ずかしい)                 | 27 kwietnia 2006  |
| 24  | Itsumo futari wa hazukashī (いつもふたりは 恥ずかしい)        | 11 maja 2006      |

### Muzyka
Opening
- „scarlet”, śpiewane przez BRACE;d

Ending
- „Mō hitotsu no birthday” (jap. もうひとつのバースディ Mō hitotsu no bāsudi), śpiewane przez Fm.θ